# Щерю Щерев
Щерю Александров Щерев е български летец и офицер, генерал-майор от ВВС, генерален директор на Българска гражданска авиация „Балкан“ (1971 – 1979).

## Биография
Щерю Щерев е роден на 8 януари 1923 г. в Свиленград. През 1943 г. започва подготовка в Казанлъшката летателна школа. През лятото на 1944 г. е изпратен на летището в Балчик, а после и на фронта.
През 1955 – 1958 г. е командир на 26-и авиационен полк в Добрич, след това става началник на Държавната въздухоплавателна инспекция.
През 1971 г. ген. Щерев оглавява Българска гражданска авиация „Балкан“ и е повишен в чин генерал-майор. През 1972 г. компанията превозва 1 153 000 души, след 3 – 4 години техният брой достига 2 073 000. Двойно се увеличават и превозените товари. Обновен и увеличен в пъти е самолетният парк, сгъстена е мрежата на външните и вътрешните въздушни трасета. Чартърни пътнически и товарни самолети кацат на Канарските острови, почти във всички африкански държави, в Саудитска Арабия, Йемен, Кувейт, Афганистан, Индия, Япония, Мексико, Аржентина, Бразилия, САЩ, Канада. През 1979 г. е освободен от длъжността директор на БГА-Балкан.

## Награди и звания
- орден „9 септември 1944“ – I ст. (1973)
- „почетен гражданин на град Кюстендил“ (1975)
- орден „Народна република България“ – III ст. (1983)